# Cute but (still) Psycho
Cute but (still) Psycho (estilizado em letras maiúsculas) é o quarto extended play da cantora e compositora Manu Gavassi, lançado no dia 13 de setembro de 2019 através da gravadora Universal Music. O EP conta com três faixas e é uma continuação de Cute but Psycho (2018), outro EP da cantora lançado no ano anterior.

## Sobre o EP
Cute but (still) Psycho é a continuação do EP Cute but Psycho (2018), contando também com três músicas que exploram o lado mais cantora-compositora de Manu, com melodias e sonoridade mais leves do que seu último álbum de estúdio, o Manu (2017).

### Música Secreta
O EP abre com a faixa "Música Secreta", que aborda "assuntos como a vida adulta, as incertezas da juventude e toda a intensidade que cercam as relações advindas desta fase." Durante toda a canção, Manu é honesta em falar "sobre a dificuldade de lidar com seus sentimentos por ser intensa." O ritmo da canção é bastante leve, com delicadas batidas durante a faixa.

### Áudio de Desculpas
A segunda faixa, e primeiro single do álbum, "Áudio de Desculpas", traz a cantora pedindo "desculpas por suas ações, enquanto assume que não tem muito controle para mudá-las." Na faixa, Manu assume ser impulsiva e visceral, cantando sobre como alguns pontos da vida seriam melhores se agisse com menos impulso. A faixa traz leves influências de R&B com referências do pop americano.

### Te Assusta
A terceira e última faixa, "Te Assusta", traz um tom mais acústico, tendo uma guitarra de fundo vai guiando sua voz através dos versos que percorrem a canção. A canção aborda um amor que não deu certo, apesar da conexão entre os dois ainda ser forte, onde a cantora canta: "Você me olha como um recomeço e eu te beijo e sinto nosso fim."

## Recepção da crítica
| Críticas profissionais | Críticas profissionais |
| Avaliações da crítica  | Avaliações da crítica  |
| Fonte                  | Avaliação              |
| ---------------------- | ---------------------- |
| Nação da Música        | [ 4 ]                  |
| Parada POP             | positivo               |
| Portal Comenta         | [ 5 ]                  |

Cute but (still) Psycho foi aclamado pela crítica, recebendo avaliações extremamente positivas dos portais de música. Camila Machado do Nação da Música avaliou o álbum com 4.5 de 5 estrelas, enaltecendo o fato de que o EP "tem toda a intenção de nos mostrar uma Manu Gavassi mais madura e consegue com maestria. As três canções se completam e contam com a excelente produção de Lucas Silveira, uma adição extremamente importante às composições de Gavassi." Jurandir Dalcin do Portal Comenta também avaliou o álbum com quatro estrelas e meia (num total de cinco), afirmando que "nesse EP fica ainda mais visível o quanto a cantora está buscando entregar um trabalho com a sua identidade, sem apostar em fórmulas e batidas que estão em evidência no mercado – como fez em seu último álbum de estúdio. O autor também destacou que ambos EPS estão conectados, "tanto nas composições quanto no conceito, os dois trabalhos mostram o quanto a cantora buscou amadurecer seu som sem deixar de falar sobre seus sentimentos." Larissa Ricucci do site Parada POP parabenizou a cantora pela pureza de sentimentos contida no álbum e salientou que "as letras de alguma forma se encaixam em alguma parte ou fase da nossa vida. Típico da Manu, falar sobre sentimentos e situações que todo mundo passa, mas na mais pura sensibilidade e sinceridade."

## Lista de faixas
Lista de faixas adaptadas do Tidal. Todas as faixas foram produzidas por Lucas Silveira. 
| N.º            | Título               | Compositor(es)         | Duração |  |
| 1.             | "Música Secreta"     | Manu Gavassi           | 3:14    |  |
| 2.             | "Áudio de Desculpas" | Gavassi Lucas Silveira | 2:56    |  |
| 3.             | "Te Assusta"         | Gavassi Silveira       | 3:09    |  |
| Duração total: | Duração total:       | Duração total:         | 9:20    |  |

Notas
Todas os títulos são estilizados em letras minúsculas. 